# Lanthanomyia pumita
Lanthanomyia pumita är en stekelart som beskrevs av Heydon 2005. Lanthanomyia pumita ingår i släktet Lanthanomyia och familjen puppglanssteklar. Inga underarter finns listade i Catalogue of Life.